# Сура Ат-Тарік
Сура Ат-Тарік (араб. سورة الطارق‎) або Подорожній — вісімдесят шоста сура Корану. Мекканська, містить 17 аятів.

## Текст
Переклад Михайла Якубовича

1. Клянуся небом і подорожнім!
2. Звідки тобі знати, хто такий подорожній?
3. Це — зірка сяюча.
4. І немає душі, поряд з якою не було би сторожа!
5. Хай погляне людина, з чого вона створена!
6. Створена з рідини, що ллється,
7. яка виходить з-поміж хребта й грудей.
8. Воістину, Він здатний повернути її!
9. У той День будуть випробувані таємниці,
10. тож не буде в людини ні сили, ні помічника!
11. Клянуся небом, яке поновлює дощі,
12. клянуся землею, яка розколюється,
13. що це — слово розрізнювальне!
14. Воно не є розвагою!
15. Вони замислюють хитрощі,
16. та Я теж замислюю хитрощі,
17. тож дай невіруючим відстрочку недовгу!